# Augusta (Wisconsin)
Augusta è una città degli Stati Uniti d'America, situata in Wisconsin, nella Contea di Eau Claire.